# Gruzja na Letnich Igrzyskach Olimpijskich 1996
Gruzję na Letnich Igrzyskach Olimpijskich 1996 reprezentowało 34 zawodników: 27 mężczyzn i siedem kobiet. Był to debiut reprezentacji Gruzji na letnich igrzyskach olimpijskich. Soso Liparteliani i Eldar Kurtanidze zdobyli pierwsze medale (brązowe) dla Gruzji podczas letnich igrzysk olimpijskich.
Początkowo w Atlancie miało wystartować 35 zawodników z Gruzji, jednak wskutek pomyłki Gruzińskiego Komitetu Olimpijskiego, judoka Dawit Chachaleiszwili nie został dopuszczony do rywalizacji, z powodu nieobecności na oficjalnym ważeniu.

## Zdobyte medale
| Medal | Zawodnik          | Dyscyplina | Konkurencja                        | Rezultat                                              |
| ----- | ----------------- | ---------- | ---------------------------------- | ----------------------------------------------------- |
| Brąz  | Soso Liparteliani | Judo       | waga do 78 kg mężczyźni            |                                                       |
| Brąz  | Eldar Kurtanidze  | Zapasy     | styl wolny waga do 90 kg mężczyźni | w walce o brązowy medal pokonał Słowaka Jozefa Lohyňa |

## Skład kadry

### Boks

#### Mężczyźni
| Zawodnik             | Konkurencja                     | 1/16 finału                                 | 1/8 finału             | Ćwierćfinały            | Półfinały        | Finał            | Pozycja  | Źródło |
| Zawodnik             | Konkurencja                     | Przeciwnik Wynik                            | Przeciwnik Wynik       | Przeciwnik Wynik        | Przeciwnik Wynik | Przeciwnik Wynik | Pozycja  | Źródło |
| -------------------- | ------------------------------- | ------------------------------------------- | ---------------------- | ----------------------- | ---------------- | ---------------- | -------- | ------ |
| Koba Gogoladze       | waga lekka do 60 kg             | Ri Chol W 17-9                              | Julio González W 14-9  | Leonard Doroftei P 8-17 | NQ               | NQ               | 8.       | [ 2 ]  |
| Besik Wardzelaszwili | waga lekkopółśrednia do 63,5 kg | Siarhiej Bykouski P 11-11 (decyzja sędziów) | NQ                     | NQ                      | NQ               | NQ               | 17.- 32. | [ 3 ]  |
| Tengiz Meschadze     | waga półśrednia do 67 kg        | Fernando Vargas P 4-10                      | NQ                     | NQ                      | NQ               | NQ               | 17.- 32. | [ 4 ]  |
| Akin Kuloğlu         | waga lekkośrednia do 75 kg      | Ricardo Araneda W 10-3                      | Muhammad Bahari P 5-8  | NQ                      | NQ               | NQ               | 9.- 16.  | [ 5 ]  |
| Giorgi Kandelaki     | waga ciężka do 91 kg            | Thompson García W (poddanie w 3.rundzie)    | Wojciech Bartnik W 6-1 | Félix Savón P 4-20      | NQ               | NQ               | 8.       | [ 6 ]  |

### Gimnastyka

#### Gimnastyka artystyczna

##### Kobiety
| Zawodniczka       | Konkurencja                            | Konkurencja  | Eliminacje | Eliminacje | Półfinał  | Półfinał | Finał     | Finał   | Pozycja |
| Zawodniczka       | Konkurencja                            | Konkurencja  | Punktacja  | Pozycja    | Punktacja | Pozycja  | Punktacja | Pozycja | Pozycja |
| ----------------- | -------------------------------------- | ------------ | ---------- | ---------- | --------- | -------- | --------- | ------- | ------- |
| Ekaterina Abramia | gimnastyka artystyczna – indywidualnie | Obręcz       | 9.200      | 26.        | NQ        | NQ       | NQ        | NQ      | [ 7 ]   |
| Ekaterina Abramia | gimnastyka artystyczna – indywidualnie | Piłka        | 9.250      | 20.        | NQ        | NQ       | NQ        | NQ      | [ 7 ]   |
| Ekaterina Abramia | gimnastyka artystyczna – indywidualnie | Maczugi      | 9.183      | 30.        | NQ        | NQ       | NQ        | NQ      | [ 7 ]   |
| Ekaterina Abramia | gimnastyka artystyczna – indywidualnie | Wstęga       | 9.200      | 23.        | NQ        | NQ       | NQ        | NQ      | [ 7 ]   |
| Ekaterina Abramia | gimnastyka artystyczna – indywidualnie | Suma Punktów | 36.833     | 25.        | NQ        | NQ       | NQ        | NQ      | [ 7 ]   |

#### Gimnastyka sportowa

##### Mężczyźni
| Zawodnik       | Konkurencja                 | Konkurencja                 | Eliminacje | Eliminacje | Finał     | Finał   | Źródło |
| Zawodnik       | Konkurencja                 | Konkurencja                 | Punktacja  | Pozycja    | Punktacja | Pozycja | Źródło |
| -------------- | --------------------------- | --------------------------- | ---------- | ---------- | --------- | ------- | ------ |
| Ilia Giorgadze | wielobój indywidualnie      | Ćwiczenia wolne             | 19.062     | 28.        | 9.525     | 22.     | [ 8 ]  |
| Ilia Giorgadze | wielobój indywidualnie      | Skok przez konia            | 18.475     | 81.        | 9.375     | 26.     | [ 8 ]  |
| Ilia Giorgadze | wielobój indywidualnie      | Ćwiczenia na poręczach      | 18.450     | 57.        | 9.450     | 27.     | [ 8 ]  |
| Ilia Giorgadze | wielobój indywidualnie      | Ćwiczenia na drążku         | 17.875     | 78.        | 9.612     | 21.     | [ 8 ]  |
| Ilia Giorgadze | wielobój indywidualnie      | Ćwiczenia na kółkach        | 18.525     | 65.        | 9.325     | 34.     | [ 8 ]  |
| Ilia Giorgadze | wielobój indywidualnie      | Ćwiczenia na koniu z łękami | 18.812     | 42.        | 9.512     | 26.     | [ 8 ]  |
| Ilia Giorgadze | wielobój indywidualnie      | Suma punktów                | 111.199    | 41. (q)    | 56.799    | 25.     | [ 8 ]  |
| Ilia Giorgadze | Ćwiczenia wolne             | Ćwiczenia wolne             | 19.062     | 28.        | NQ        | NQ      | [ 8 ]  |
| Ilia Giorgadze | Skok przez konia            | Skok przez konia            | 18.475     | 81.        | NQ        | NQ      | [ 8 ]  |
| Ilia Giorgadze | Ćwiczenia na poręczach      | Ćwiczenia na poręczach      | 18.450     | 57.        | NQ        | NQ      | [ 8 ]  |
| Ilia Giorgadze | Ćwiczenia na drążku         | Ćwiczenia na drążku         | 17.875     | 78.        | NQ        | NQ      | [ 8 ]  |
| Ilia Giorgadze | Ćwiczenia na kółkach        | Ćwiczenia na kółkach        | 18.525     | 65.        | NQ        | NQ      | [ 8 ]  |
| Ilia Giorgadze | Ćwiczenia na koniu z łękami | Ćwiczenia na koniu z łękami | 18.812     | 42.        | NQ        | NQ      | [ 8 ]  |

### Judo

#### Mężczyźni
| Zawodnik            | Konkurencja   | 1/32 finału                    | 1/16 finału                      | 1/8 finału                       | Ćwierćfinały                  | Półfinały        | Repasaże                  | Repasaże                   | Repasaże                   | Repasaże              | Finał            | Pozycja |
| Zawodnik            | Konkurencja   | 1/32 finału                    | 1/16 finału                      | 1/8 finału                       | Ćwierćfinały                  | Półfinały        | Runda 1.                  | Runda 2.                   | Runda 3.                   | Runda 4.              | Finał            | Pozycja |
| Zawodnik            | Konkurencja   | Przeciwnik Wynik               | Przeciwnik Wynik                 | Przeciwnik Wynik                 | Przeciwnik Wynik              | Przeciwnik Wynik | Przeciwnik Wynik          | Przeciwnik Wynik           | Przeciwnik Wynik           | Przeciwnik Wynik      | Przeciwnik Wynik | Pozycja |
| ------------------- | ------------- | ------------------------------ | -------------------------------- | -------------------------------- | ----------------------------- | ---------------- | ------------------------- | -------------------------- | -------------------------- | --------------------- | ---------------- | ------- |
| Giorgi Wazagaszwili | waga do 60 kg | BYE                            | Girolamo Giovinazzo P (Waza-ari) | NQ                               | NQ                            | NQ               | Franck Chambily W (Ippon) | Ricardo Acuña W (Ippon)    | Natik Bagirow P (Chui)     | NQ                    | NQ               | 7.      |
| Giorgi Rewaziszwili | waga do 65 kg | Francisco Morales W (Waza-ari) | Philip Laats P (Ippon)           | NQ                               | NQ                            | NQ               | Orlando Fuentes W (Ippon) | Jarosław Lewak W (Ippon)   | Israel Hernández P (Ippon) | NQ                    | NQ               | 7.      |
| Wladimer Dgebuadze  | waga do 71 kg | BYE                            | Andrew Payne W (Ippon)           | Guilherme Bentes W (Yusei-gachi) | Khaliuny Boldbaatar P (Shido) | NQ               | BYE                       | Jimmy Pedro P (Yuko)       | NQ                         | NQ                    | NQ               | 9.      |
| Soso Liparteliani   | waga do 78 kg | BYE                            | Colin Morgan W (Ippon)           | Jo In-Cheol P (Ippon)            | NQ                            | NQ               | Oleg Cretu W (Ippon)      | Władimir Szmakow W (Ippon) | Flávio Canto W (Ippon)     | Stefan Dott W (Ippon) | NQ               | brąz    |
| Giorgi Cmindaszwili | waga do 86 kg | BYE                            | Edelmar Zanol P (Yuko)           | NQ                               | NQ                            | NQ               | NQ                        | NQ                         | NQ                         | NQ                    | NQ               | 21.     |
| Mewlud Lobżanidze   | waga do 95 kg | BYE                            | Rene Capo W (Ippon)              | Yoshio Nakamura P (Ippon)        | NQ                            | NQ               | NQ                        | NQ                         | NQ                         | NQ                    | NQ               | 17.     |

### Lekkoatletyka

#### Kobiety

##### Konkurencje biegowe
| Zawodnik         | Konkurencja   | Eliminacje | Eliminacje | Ćwierćfinały | Ćwierćfinały | Półfinały | Półfinały | Finał | Finał   | Źródło |
| Zawodnik         | Konkurencja   | Czas       | Pozycja    | Czas         | Pozycja      | Czas      | Pozycja   | Czas  | Pozycja | Źródło |
| ---------------- | ------------- | ---------- | ---------- | ------------ | ------------ | --------- | --------- | ----- | ------- | ------ |
| Maia Azaraszwili | Bieg na 200 m | 23.63      | 6.         | NQ           | NQ           | NQ        | NQ        | NQ    | NQ      | [ 10 ] |

##### Konkurencje techniczne
| Zawodnik       | Konkurencja    | Eliminacje | Eliminacje | Finał | Finał   | Źródło |
| Zawodnik       | Konkurencja    | Wynik      | Pozycja    | Czas  | Pozycja | Źródło |
| -------------- | -------------- | ---------- | ---------- | ----- | ------- | ------ |
| Elwira Urusowa | Pchnięcie kulą | 17,69 m    | 17.        | NQ    | NQ      | [ 11 ] |

### Łucznictwo

#### Kobiety
| Zawodniczka                | Konkurencja          | Runda rankingowa | Runda rankingowa | 1/32 finału               | 1/16 finału      | 1/8 finału       | Ćwierćfinały     | Półfinały        | Finał            | Pozycja | Źródło |
| Zawodniczka                | Konkurencja          | Wynik            | Pozycja          | Przeciwnik Wynik          | Przeciwnik Wynik | Przeciwnik Wynik | Przeciwnik Wynik | Przeciwnik Wynik | Przeciwnik Wynik | Pozycja | Źródło |
| -------------------------- | -------------------- | ---------------- | ---------------- | ------------------------- | ---------------- | ---------------- | ---------------- | ---------------- | ---------------- | ------- | ------ |
| Chatuna Kwriwiszwili-Lorig | turniej indywidualny | 634 pkt          | 37.              | Katarzyna Klata P 148-152 | NQ               | NQ               | NQ               | NQ               | NQ               | 49.     | [ 12 ] |

### Pięciobój nowoczesny

#### Męźczyźni
| Zawodnik              | Konkurencja          | Strzelectwo | Strzelectwo | Strzelectwo | Pływanie | Pływanie | Pływanie | Szermierka | Szermierka | Szermierka | Jazda konna | Jazda konna | Jazda konna | Bieg przełajowy | Bieg przełajowy | Bieg przełajowy | Suma punktów | Pozycja | Źródło |
| Zawodnik              | Konkurencja          | Wynik       | M.          | Punkty      | Czas     | M.       | Punkty   | Wygrane    | M.         | Punkty     | Kary        | M.          | Punkty      | Czas            | M.              | Punkty          | Suma punktów | Pozycja | Źródło |
| --------------------- | -------------------- | ----------- | ----------- | ----------- | -------- | -------- | -------- | ---------- | ---------- | ---------- | ----------- | ----------- | ----------- | --------------- | --------------- | --------------- | ------------ | ------- | ------ |
| Wachtang Iagoraszwili | turniej indywidualny | 168 pkt     | 29.         | 952 pkt     | 3:15.04  | 1.       | 1312 pkt | 20         | 3.         | 940 pkt    | 210         | 27.         | 890 pkt     | 13:31.914       | 22.             | 1132 pkt        | 5226 pkt     | 20.     | [ 13 ] |

### Podnoszenie ciężarów

#### Mężczyźni
| Zawodnik            | Konkurencja   | Rwanie | Rwanie  | Podrzut | Podrzut | Suma   | Suma    | Źródło |
| Zawodnik            | Konkurencja   | Wynik  | Pozycja | Wynik   | Pozycja | Wynik  | Pozycja | Źródło |
| ------------------- | ------------- | ------ | ------- | ------- | ------- | ------ | ------- | ------ |
| Bidzina Mikiaszwili | waga do 83 kg | 160 kg | 9.      | 200 kg  | 5.      | 360 kg | 9.      | [ 14 ] |

### Skoki do wody

#### Kobiety
| Zawodniczka       | Konkurencja    | Eliminacje | Eliminacje | Półfinały | Półfinały | Finał | Finał   | Suma punktów | Pozycja | Źródło |
| Zawodniczka       | Konkurencja    | Wynik      | Pozycja    | Wynik     | Pozycja   | Wynik | Pozycja | Suma punktów | Pozycja | Źródło |
| ----------------- | -------------- | ---------- | ---------- | --------- | --------- | ----- | ------- | ------------ | ------- | ------ |
| Nino Kazaraszwili | trampolina 3 m | 191,49 pkt | 28.        | NQ        | NQ        | NQ    | NQ      | 191,49 pkt   | 28.     | [ 15 ] |

#### Mężczyźni
| Zawodnik       | Konkurencja | Eliminacje | Eliminacje | Półfinały | Półfinały | Finał | Finał   | Suma punktów | Pozycja | Źródło |
| Zawodnik       | Konkurencja | Wynik      | Pozycja    | Wynik     | Pozycja   | Wynik | Pozycja | Suma punktów | Pozycja | Źródło |
| -------------- | ----------- | ---------- | ---------- | --------- | --------- | ----- | ------- | ------------ | ------- | ------ |
| Gocza Gacharia | wieża 10 m  | 256,68 pkt | 34.        | NQ        | NQ        | NQ    | NQ      | 256,68 pkt   | 34.     | [ 16 ] |

### Strzelectwo

#### Kobiety
| Zawodniczka                 | Konkurencja                | Eliminacje | Eliminacje | Finał    | Finał     | Finał   | Źródło |
| Zawodniczka                 | Konkurencja                | Wynik      | Pozycja    | Wynik    | Suma      | Pozycja | Źródło |
| --------------------------- | -------------------------- | ---------- | ---------- | -------- | --------- | ------- | ------ |
| Nino Salukwadze             | pistolet pneumatyczny 10 m | 385 pkt    | 4. Q       | 99 pkt   | 484 pkt   | 5.      | [ 17 ] |
| Nino Luarsabiszwili-Uchadze | pistolet pneumatyczny 10 m | 369 pkt    | 36.        | NQ       | NQ        | NQ      | [ 17 ] |
| Nino Salukwadze             | pistolet sportowy 25 m     | 586 pkt    | 2. Q       | 91,6 pkt | 677,6 pkt | 7.      | [ 18 ] |
| Nino Luarsabiszwili-Uchadze | pistolet sportowy 25 m     | 572 pkt    | 27.        | NQ       | NQ        | NQ      | [ 18 ] |

#### Mężczyźni
| Zawodnik          | Konkurencja | Eliminacje | Eliminacje | Finał | Finał | Finał   | Źródło |
| Zawodnik          | Konkurencja | Wynik      | Pozycja    | Wynik | Suma  | Pozycja | Źródło |
| ----------------- | ----------- | ---------- | ---------- | ----- | ----- | ------- | ------ |
| Tamaz Imnaiszwili | skeet       | 121 pkt    | 9.         | NQ    | NQ    | NQ      | [ 19 ] |

### Szermierka

#### Mężczyźni
| Zawodnik             | Konkurencja          | 1/32 finału             | 1/16 finału      | 1/8 finału       | Ćwierćfinały     | Półfinały        | Finał/Mecz o 3.miejsce | Pozycja | Źródło |
| Zawodnik             | Konkurencja          | Przeciwnik Wynik        | Przeciwnik Wynik | Przeciwnik Wynik | Przeciwnik Wynik | Przeciwnik Wynik | Przeciwnik Wynik       | Pozycja | Źródło |
| -------------------- | -------------------- | ----------------------- | ---------------- | ---------------- | ---------------- | ---------------- | ---------------------- | ------- | ------ |
| Arczil Lortkipanidze | szabla indywidualnie | Jean-Paul Banos P 13-15 | NQ               | NQ               | NQ               | NQ               | NQ                     | 36.     | [ 20 ] |

### Zapasy
Mężczyźni
| Zawodnik              | Konkurencja                    | 1. runda                       | 2. runda                                 | 3. runda/Ćwierćfinał                                   | 4. runda/Półfinał                              | 5. runda                                 | 6. runda                                     | Finał                         | Pozycja | Źródło |
| Zawodnik              | Konkurencja                    | Przeciwnik Wynik               | Przeciwnik Wynik                         | Przeciwnik Wynik                                       | Przeciwnik Wynik                               | Przeciwnik Wynik                         | Przeciwnik Wynik                             | Przeciwnik Wynik              | Pozycja | Źródło |
| --------------------- | ------------------------------ | ------------------------------ | ---------------------------------------- | ------------------------------------------------------ | ---------------------------------------------- | ---------------------------------------- | -------------------------------------------- | ----------------------------- | ------- | ------ |
| Gela Papaszwili       | styl klasyczny, waga do 48 kg  | Francesco Costantino W 8-6     | Bratan Cenow W 7-4                       | BYE                                                    | (Półfinał) Sim Gwon-Ho P 0-11                  | BYE                                      | (6. runda barażowa) Zafar Gulijew P 0-6      | (5-6) Wilber Sánchez P 0-4    | 6.      | [ 21 ] |
| Koba Guliaszwili      | styl klasyczny, waga do 62 kg  | Aristidis Rumbenian W 4-1      | Bahodir Qurbonov W 10-3                  | (Ćwierćfinał) Włodzimierz Zawadzki P 1-3               | (4. runda barażowa) Siergiej Martynow W 7-2    | BYE                                      | (6. runda barażowa) Iwan Iwanow W 3-1        | (3-4) Mehmet Akif Pirim P 0-9 | 4.      | [ 22 ] |
| Tariel Melelaszwili   | styl klasyczny, waga do 68 kg  | Liubal Colás P 2-4             | (2. runda barażowa) Valeri Nikitin P 0-6 | NQ                                                     | NQ                                             | NQ                                       | NQ                                           | NQ                            | 20.     | [ 23 ] |
| Bakur Gogitidze       | styl klasyczny, waga do 100 kg | Giuseppe Giunta P 1-1          | (2. runda barażowa) Colbie Bell W 3-0    | (3. runda barażowa) Todor Manow P 0-3                  | NQ                                             | NQ                                       | NQ                                           | NQ                            | 14.     | [ 24 ] |
| Awtandil Gogoliszwili | styl wolny, waga do 82 kg      | Amir Reza Khadem Azgadhi P 0-3 | (2. runda barażowa) Alioune Diouf W 6-2  | (3. runda barażowa) Płamen Penew W 4-1                 | (4. runda barażowa) Mogamed Ibragimow P 4-6    | NQ                                       | NQ                                           | NQ                            | 10.     | [ 25 ] |
| Eldar Kurtanidze      | styl wolny, waga do 90 kg      | Kałojan Baew W 11-0            | Kim Ik-hui P 2-3                         | (3. runda barażowa) Bajanmönchijn Gantogtoch W 6-1     | (4. runda barażowa) Ričardas Pauliukonis W 5-1 | (5. runda barażowa) Melvin Douglas W 1-0 | (6. runda barażowa) Dzambołat Tedejew W 10-4 | (3-4) Jozef Lohyňa W 5-0      | brąz    | [ 26 ] |
| Zaza Tkeszelaszwili   | styl wolny, waga do 100 kg     | Leri Chabiełow P 0-2           | (2. runda barażowa) Daniel Sánchez W 3-2 | (3. runda barażowa) Dolgorsürengijn Sumjaabadzar P 2-6 | NQ                                             | NQ                                       | NQ                                           | NQ                            | 13.     | [ 27 ] |
| Zaza Turmanidze       | styl wolny, waga do 130 kg     | Mick Pikos W 8-0               | Aleksiej Miedwiediew P 1-3               | (3. runda barażowa) Bruce Baumgartner P 2-14           | NQ                                             | NQ                                       | NQ                                           | NQ                            | 10.     | [ 28 ] |

### Żeglarstwo
| Zawodnicy                            | Konkurencja |        | Wyścig | Wyścig | Wyścig | Wyścig | Wyścig | Wyścig | Wyścig | Wyścig | Wyścig | Wyścig | Suma    | Pozycja | Źródło |
| Zawodnicy                            | Konkurencja | 1      | 2      | 3      | 4      | 5      | 6      | 7      | 8      | 9      | 10     |        | Suma    | Pozycja | Źródło |
| ------------------------------------ | ----------- | ------ | ------ | ------ | ------ | ------ | ------ | ------ | ------ | ------ | ------ | ------ | ------- | ------- | ------ |
| Guram Biganiszwili Wladimir Gruzdewi | klasa Star  | Punkty | 13 pkt | 10 pkt | 22 pkt | 14 pkt | 23 pkt | 24 pkt | 21 pkt | 9 pkt  | 5 pkt  | 18 pkt | 112 pkt | 16.     | [ 30 ] |